# Carlos Vela
Carlos Alberto Vela Garrido (Cancún, 1 de marzo de 1989) es un exfutbolista mexicano nacionalizado español que jugaba como delantero.

## Trayectoria

### C. D. Guadalajara
Vela empezó a jugar en 1993 en los equipos infantiles del club Ko'Cha'Wolis de la ciudad de Cancún. En 2003 pasó a la filial cancunense del Club Deportivo Guadalajara, llegando más tarde a la entidad tapatía; sin embargo luego dejaría al club sin haber debutado en el equipo superior. Fue seleccionado para participar en la Copa Mundial Sub-17 de 2005 con la Selección Mexicana. Vela ayudó a su equipo a lograr aquel Campeonato del Mundo, ya que fue una pieza importante en la final ante Brasil, en la que derrotaron a los sudamericanos por 3-0. Carlos Vela se proclamó como el máximo goleador del torneo, marcando 5 goles.

### Arsenal F. C.
Tras su gran actuación en el campeonato, Vela atrajo el interés de varios equipos europeos, y fue el Arsenal quien fichó al jugador en noviembre de 2005 con un contrato por 4 millones de euros y 5 temporadas. Sin embargo, debido a las restricciones con la edad de la Premier League, Vela no podía efectuar su debut en Inglaterra hasta 2007, por lo cual fue cedido al Celta de Vigo inmediatamente después de llegar al Arsenal.

### U. D. Salamanca
En el verano de 2006, sin haber debutado aun como profesional, el Celta no podía mantener al jugador en su plantel debido a que tenía demasiados jugadores extracomunitarios, por lo que Vela fue cedido al Salamanca, que militaba en Segunda División. En el conjunto charro se hace rápidamente con un puesto de titular, anotando ocho goles en 31 partidos y formando junto a Braulio una de las parejas más realizadoras de la historia reciente del club.

### C. A. Osasuna

#### Temporada 2007 - 2008
Posterior a la eliminación del seleccionado mexicano en el mundial de la categoría es cedido al CA Osasuna por un año, por parte del Arsenal, con posibilidad de ampliación a dos años pero sin opción de compra, con lo que el jugador podría conseguir su nacionalización. El 26 de septiembre del 2007 Carlos Vela debutó oficialmente con el club navarro participando 10 minutos en un encuentro que finalizaría 4-1 contra el Levante.
El 31 de octubre de 2007 Carlos Vela anotó su primer gol en primera división, fue el tercero del partido para el CA Osasuna quien venció al Betis 3-0. El 20 de enero de 2008 anota su segundo gol en la Liga en el triunfo del Osasuna frente al Athletic Club 2-0. El 24 de febrero de 2008 contribuyó con una anotación y un pase para gol en la victoria del Osasuna de Pamplona 3-1 ante Atlético de Madrid, de Javier Aguirre, en el estadio Reyno de Navarra.
Logró jugar 32 partidos oficiales con ese mismo club logrando 3 goles, donde se desarrolló como mediocampista por izquierda la mayor parte de la temporada.

### Arsenal F. C.

#### Temporada 2008 - 2009

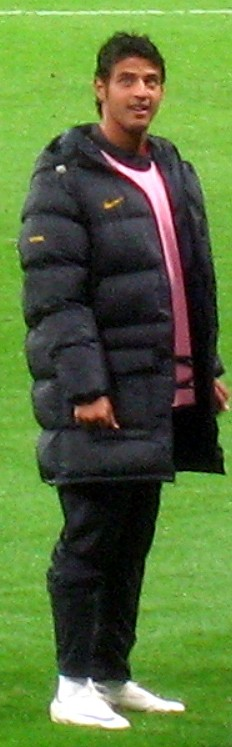
Carlos Vela en un entrenamiento del Arsenal FC.

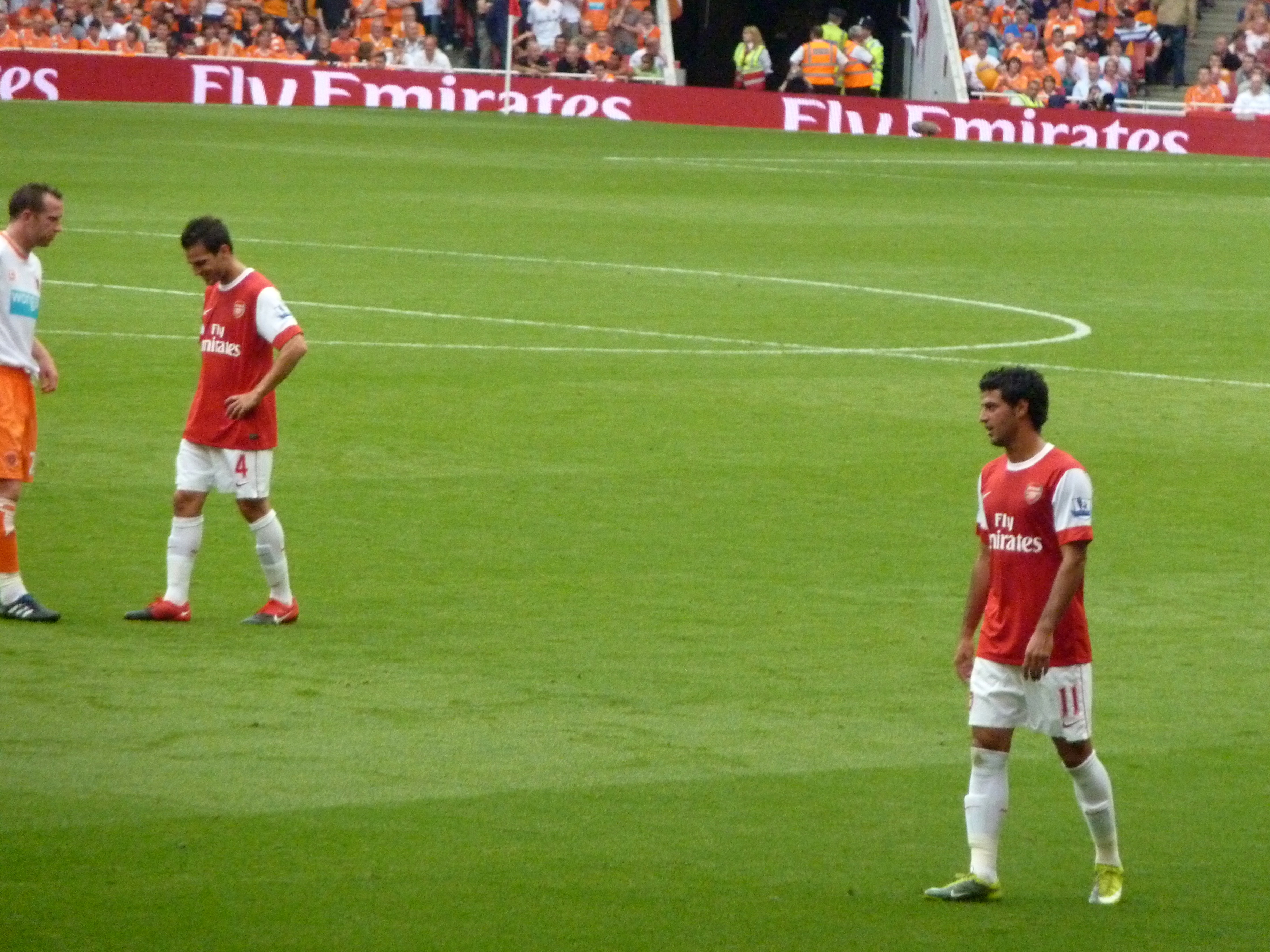
Carlos Vela con el Arsenal FC.

El Arsenal FC obtuvo el 22 de mayo del 2008 un permiso de trabajo para Carlos Vela, teniendo así la oportunidad de jugar en la Premier League. Vela portaba camiseta número 11 con el Arsenal FC número que le dieran ya que el delantero neerlandés Robin van Persie que tenía este número pasó a portar el "10" dejado por William Gallas, Carlos antes portaba el dorsal 12.
El 28 de julio de 2008 Vela se estrena marcando para el club Arsenal FC anotando un triplete en la goleada 10-2 ante el cuadro austriaco Burgenland XI. Marcó goles en los partidos de pretemporada con el club siendo uno de los máximos anotadores del club durante la pretemporada. El joven futbolista se coronó campeón y solo marcó un gol en el encuentro frente el Sevilla FC.
El 30 de agosto del 2008 Carlos Vela debuta oficialmente en club Arsenal FC hizo su presentación al entrar de cambio al minuto 63 por su compañero Robin van Persie. El encuentro terminó con el marcador a favor de los Gunners 3-0. El 2 de mayo del 2009 Carlos Vela marcó su primer gol en la Premier League en un encuentro donde inició como titular frente al Portsmouth, al anotar al minuto 56 tras una jugada personal.
El 17 de septiembre del 2008 Carlos Vela debuta en la Liga de Campeones ante el club Dynamo Kiev, entró de cambio al minuto 83 por su compañero de equipo Robin van Persie. El encuentro terminó en un empate a 1-1. El 23 de septiembre Vela marcó un triplete oficialmente con el Arsenal FC ante el Sheffield United, además fue su debut en el torneo de la Football League Cup. Vela contribuyó con una asistencia con el marcador final 6-0, duelo en que logró concretar una de las mejores anotaciones en la historia del Arsenal Football Club.
El 16 de febrero de 2009 debutó en la FA Cup en un partido contra el Cardiff City, Vela comenzó de titular y sirvió como asistente a la primera anotación de Eduardo da Silva, salió de cambio al minuto 74 terminando el encuentro 4-0. El 8 de marzo del 2009 Vela anota su primer gol en la FA Cup contra el Burnley FC al minuto 25 terminando el encuentro 3-0. El 9 de mayo del 2010 Vela anota un gol al minuto 83 frente al Fulham dándole la victoria al Arsenal por 4-0.

#### Temporada 2009 - 2010
Vela se perdería la pretemporada debido a una lesión en su tobillo que lo relegaría en la primera parte de la temporada, teniendo su debut el 22 de septiembre de 2009, en un partido de EFL Cup contra West Bromwich Albion, en el que anotaría un gol y una asistencia en la victoria 2-0 de la tercera ronda, en dicho partido entraría de cambio al minuto 58 por Gilles Sunu y rompería el empate para avanzar de ronda.
Su debut de Champions League seria 7 días después contra Olympiakos, en el que entraría en la victoria 2-0, en el minuto 78 desde la banca. En dicha competencia se mantendría de forma regular hasta los octavos de final de ida, pues no seria convocado para el partido de vuelta contra Porto, ni a los cuartos contra Barcelona.
Su debut en liga llegaría hasta noviembre en la derrota contra Sunderland, en la que otra vez entraría de cambio. Se mantendría regular entrando de cambio hasta enero, donde obtuvo unos problemas en la rodilla y se perdería otra vez varios juegos importantes donde seria suplente en lo que resta en la temporada jugando en vez de cuando como cambio y en la que finalmente, fuera de toda competición europea y copera, el Arsenal terminaría en la temporada 2009-10 como tercer lugar. 

#### Temporada 2010 - 2011
El 11 de septiembre de 2010 en el partido contra el Bolton Wanderers entra de cambio por Marouane Chamakh al minuto 81 y solo 2 minutos después marca al minuto 83 el cuarto gol para el Arsenal después de un pase de Cesc Fàbregas desde la mitad de la cancha.
Su primer doblete en la UEFA Champions League ocurre el 15 de septiembre de 2010, cuando al enfrentar en casa al SC Braga portugués en el primer partido de la fase de grupos, Carlos Vela ingresa al campo en el minuto 62 y convierte su primer gol de la noche al 70 definiendo por arriba del arquero a pase de Andrei Arshavin. El segundo gol de Vela llegaría al minuto 86, cuando Jack Wilshere manda un pase profundo al espacio, Cesc Fàbregas lo baja magistralmente de pecho y con la marca de dos hombres, le deja el balón a Carlos Vela que acompaña solo por el lado izquierdo del área. A pesar de la salida del arquero del equipo portugués, Carlos Vela define con tranquilidad pasmosa a primer poste, anotando así el sexto y último gol de la noche (Arsenal 6-0 SC Braga).

### West Bromwich Albion
Después de estarlo ubicando en varios equipos de la Premier League como el Bolton y el West Bromwich Albion Football Club, y de la Liga BBVA como el Valencia CF, el 28 de enero del 2011 se hizo oficial su traspaso vía préstamo por 5 meses hasta el 30 de junio del 2011 al West Bromwich Albion con tal de que tuviera más actividad ya que no estaba teniendo gran actividad con el Arsenal más que en competiciones de menor renombre como la Carling Cup y la FA Cup.
El 20 de febrero Carlos anotó su primer gol en la Premier League con el West Brom enfrentando al Wolverhampton Wanderers dando a su equipo el empate en el último minuto. A la fecha 24 de mayo de 2011 ha metido 3 goles con el equipo, los cuales ayudaron para lograr empates y así salir de la tabla de descenso. El 30 de junio de 2011 regresa al Arsenal FC para incorporarse a la pretemporada del club.

### Real Sociedad

#### Temporada 2011-12
El 16 de agosto de 2011, el Arsenal FC cede por un año al jugador mexicano a la Real Sociedad. El día 17 es presentado en el estadio de Anoeta con más de 1000 aficionados. El jugador muestra que portará el dorsal número 23 y en su camiseta solo se leerá su apellido. En rueda de prensa el jugador considera su etapa en la Real Sociedad como "el trampolín en el que realizará un salto de calidad hacia el triunfo". El 27 de noviembre del 2011, Carlos Vela anota su primer gol con la Real al minuto 76' con pase de Agirretxe frente al Real Betis, 2-3 fue el resultado final. El 4 de diciembre "El Bombardero" contribuye a la victoria de la Real con un gol de chilena al minuto 89' que dio el empate a su equipo frente al Málaga CF, minutos después el uruguayo Diego Ifrán anotó otro tanto que permitió a la Real Sociedad ganar por 3-2 su segundo partido consecutivo.
Carlos consiguió anotar en total 12 goles con este equipo. Así, llega a la tercera posición de goleadores mexicanos en Primera División, igualando a Luis Flores con 15 tantos. También fue el tercer mejor goleador en partidos de vuelta, tan solo detrás de Cristiano Ronaldo y Lionel Messi.

#### Temporada 2012-13
El martes 17 de julio de 2012, el conjunto “txuri urdin” confirma su traspaso por 4 años, ahora con el dorsal número 11, dorsal que recoge tras la retirada del capitán Mikel Aranburu.
El domingo 16 de septiembre de 2012, Carlos Vela tuvo una gran actuación en la victoria de la Real Sociedad 2-0 ante el Real Zaragoza, al dar el pase para el primer gol de Íñigo Martínez y luego anotar de penalti el tanto definitivo. El martes 18 de septiembre de 2012 fue incluido en el 11 ideal de la jornada 4 de La Liga. El sábado 29 de septiembre entra de cambio y hace un gol de penal en la victoria de Real Sociedad 2-0 sobre el Athletic Club. En la jornada 11, Vela consiguió un gol para encaminar al Real Sociedad a un triunfo como visitante por 1-2 sobre el Málaga CF.

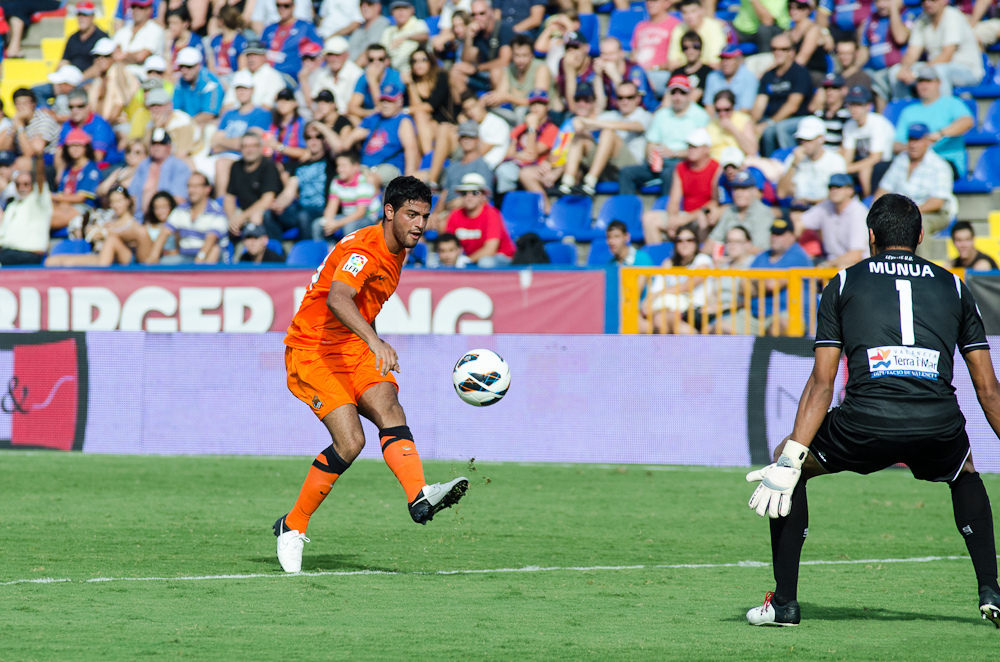
Vela realizando una vaselina ante el portero del Levante U. D. Gustavo Munúa en septiembre de 2012.

El lunes 19 de noviembre, en encuentro frente al Rayo Vallecano, el jugador mexicano marcó el primer gol tras una trenzada conexión entre Xabi Prieto e Ifrán en el minuto 31, e instantes después con un soberbio zurdazo estableció el 2-0. La victoria final por 4-0 hizo que Anoeta despidiera puesto en pie a los realistas.
El 1 de diciembre de 2012, Vela anota el último tanto de la Real Sociedad (de penalti) en la goleada por 2-5 de estos ante el Valencia CF en el estadio de Mestalla.
El 20 de diciembre vuelve a anotar el primer tanto en la victoria de la Real 2-1 ante el Sevilla FC, tras una bonita jugada entre él, Xabi Prieto y Antoine Griezmann. Marcó su octavo gol en la jornada 19 ante el Deportivo, pero por primera vez en esta temporada, su tanto no se tradujo en un triunfo del equipo donostiarra. El 3 de febrero de 2013, anotó el segundo gol de la Real de los tres que su equipo le endosó al RCD Mallorca. Vela llegaría a la cifra de los 10 goles, tras marcar ante el Levante UD de penalti en el empate a un gol de ambos equipos. Volvería a marcar la siguiente semana ante el Athletic Club en San Mamés en la victoria en el derbi vasco por 1-3, anotando el último gol y saliendo diez minutos antes del banquillo. Anotaría su tercer gol consecutivo de la temporada en el empate a 3 ante el Real Betis en Anoeta anotando el 1-2 que dio fruto a la remontada txuri-urdin, tras una gran volea con su pierna mala.
Tras una sequía de un más mes sin marcar, Vela anota el primer tanto en la goleada 4-2 al Málaga CF, mejorando su registro de 12 goles de la pasada campaña. Además pasa a la historia del club txuri-urdin tras ser el autor del gol 3000 de la Real Sociedad en Primera División. Vela anotó el primer tanto de la Real Sociedad en el Coliseum Alfonso Pérez ante el Getafe CF, que sin embargo no sirvió de mucho, ya que los txuri-urdin perdieron por 2-1, y se cortó una racha de 15 partidos sin perder.
El día 1 de junio de 2013, Vela y su Real consiguen una histórica clasificación para la Copa de Europa tras ganar al RC Deportivo de La Coruña, cuajando este su mejor temporada como profesional, dónde anotó 14 goles, siendo el máximo goleador del equipo junto con Agirretxe.

#### Temporada 2013-14
El sábado 17 de agosto de 2013, Carlos Vela marca el primer gol de la Liga BBVA 2013-2014 en la victoria en casa de la Real Sociedad frente al Getafe por 2-0. El sábado 24 de agosto de 2013 en la segunda jornada de la Liga BBVA marcaría su segundo gol en el empate 1-1 de visita frente al Elche. El miércoles 28 de agosto de 2013 marcó dos goles en una estupenda actuación en Anoeta frente al conjunto del Olympique de Lyon, que le dio el derecho a la Real Sociedad de acceder a la fase de grupos de la Champions League Tras unos partidos malos de Vela y de la Real, el 2 de octubre de 2013 en el segundo partido de la fase de grupos de la Champions League, Carlos Vela logra el tanto del empate tras coger el rechace del penalti que el mismo había fallado, en partido jugado en el BayArena en contra del Bayer Leverkusen, sin embargo, el equipo vasco acabaría perdiendo por 2-1 con un gol de los alemanes en el tiempo de descuento.
Tras unos partidos en los que Vela, no realizó su mejor juego, el sábado 23 de noviembre tras tres meses sin marcar un gol en Liga, le endosó su primer póker de la historia y el primero de un mexicano en la Liga española al Celta de Vigo, que además sirvió para darle la victoria a su equipo por 4-3, cuando perdía 1-3 en el minuto 55.
El 1 de diciembre le dio una asistencia de gol a Antoine Griezmann en la victoria de la Real Sociedad por 1-2 a domicilio ante el RCD Español en el Estadio Cornellá-El Prat. Dos semanas después también le daría una asistencia de gol al mismo jugador en la goleada por 5-1 al Real Betis en Anoeta. Luego anotó un gol de cabeza y le dio una asistencia a Antoine Griezmann en la vuelta de los dieciseisavos de final de la Copa del Rey ante el Algeciras Club de Fútbol en un partido disputado en Anoeta que finalizó 4-0 a favor de los realistas, y que dio el pase a la siguiente ronda a a la Real tras empatar 1-1 en Algeciras. Para despedir un año magnífico, tanto a nivel individual como a nivel colectivo, Vela en su partido número cien con la Real, marcó un doblete en la victoria por 1-3 ante el Granada CF en el Estadio Nuevo Los Cármenes.
Anotó un gran gol en el partido de ida disputado en Anoeta ante el Racing de Santander, de los cuartos de final de la Copa del Rey que acabó con marcador de 3-1 favorable a los txuri-urdin. En liga, en la jornada 20, el 27 de enero, anotó un espectacular gol por la escuadra tras una buena jugada personal en la goleada por 4-0 al Elche CF en Anoeta, dando también una asistencia de gol a Antoine Griezmann. El 17 de febrero anotó el único tanto del partido, que le dio la victoria a la Real por 0-1 ante el Málaga CF en La Rosaleda. Una semana después le da una asistencia a Griezmann en la importante victoria por 3-1 al FC Barcelona en Anoeta.
Tras una pequeña sequía goleadora de más de un mes, esta se acabó el lunes 24 de marzo de 2014 tras trasnformar un penalti en la derrota por 4-3 ante la UD Almería en el Estadio Juegos del Mediterráneo. El jueves 27 de marzo anotó un gol al Valladolid en el Estadio de Anoeta, partido que la Real terminó ganando por 1-0. El domingo 30 de marzo dio una asistencia a "Chory" Castro que anotó el gol en el empate a 1 en la casa del Osasuna.
El sábado 19 de abril anota un gol en el último minuto que le sirve a su equipo para conseguir la victoria por 2-1 ante el RCD Español tras una gran jugada personal. Una semana después vuelve a anotar el único gol de penalti (provocado por él mismo) que le da la victoria a su equipo 0-1 ante un descendido Real Betis en el Benito Villamarín. Marcaría de nuevo ante el Granada CF en la jornada 36 en un partido que finalizó en tablas (1:1). Su último gol de la campaña (N.º 16 en Liga y 21 en total) llegaría en el último partido de la jornada en una derrota ante el Villarreal CF (1:2) en el que la Real perdió el sexto puesto, por lo cual tendrá que jugar dos rondas previas para disputar la UEFA Europa League.

#### Temporada 2014-15
Tras un verano intenso, en el que parecía que la continuidad del mexicano en la Real estaba en entredicho, este acabó finalmente con la compra del conjunto vasco de todos los derechos del jugador al Arsenal FC, además de renovarle su contrato por cuatro temporadas más.
Vela no pudo comenzar la pretemporada con sus compañeros debido a una fascitis plantar que le mantuvo alejado más de un mes de los terrenos de juego, reapareciendo finalmente a finales de agosto en el partido de ida de la última fase previa de la Copa de la UEFA ante el FC Krasnodar.
El 31 de agosto marcó su primer gol de la temporada en la increíble remontada ante el Real Madrid en Anoeta (4:2) tras entrar como sustituto en la segunda parte del partido.
Tras dos meses de sequía tanto suya como del equipo (la mala racha le costó el puesto de técnico a Jagoba Arrasate) el mexicano anotó el gol del empate ante el Atlético de Madrid que a la postre serviría para ganar por 2-1, tras un potente zurdazo desde fuera del área. Este partido fue dirigido por el técnico interino Asier Santana.
El 28 de noviembre consigue un hat-trick, para darle a la Real 3 valiosos puntos ante el Elche C. F. (3:0), en el estreno del entrenador escocés David Moyes (ex del Manchester United) en Anoeta. Fue elegido a su vez jugador de la jornada.
El 2 de diciembre la LFP anuncia el 11 ideal de noviembre, mismo en el que aparece Carlos Vela, al lado de Cristiano Ronaldo y Lionel Messi. Ese mismo mes es nominado al Mejor delantero de la Liga BBVA junto a Cristiano Ronaldo y Diego Costa, siendo ganador el jugador portugués.
El 14 de diciembre, anota el gol de la Real Sociedad contra el Athletic Club, en el derbi vasco, que terminó empatado a un gol.
El 11 de enero, anota su primer tanto del 2015 (de penalti) en un empate a uno ante el Granada C.F. en el Estadio Nuevo Los Cármenes, lo que significaba su primer gol fuera de casa de toda la temporada. Tres días después, el mexicano anota un nuevo gol ante el Villarreal C.F. en la Copa del Rey, aunque de poco serviría, ya que la Real quedó eliminada tras un global de 3-2.
El 31 de enero, en la visita al Santiago Bernabéu, Vela tuvo que ser sustituido en el minuto 17 por Imanol Agirretxe, debido a molestias en la rodilla. Dos días después se le hicieron las pruebas, que detectaron una rotura del menisco en su pierna derecha, de la que tuvo que ser operado, estando unos 2 meses de baja. 
Reaparece el 22 de marzo en un partido ante el Córdoba C.F. entrando en sustitución de Esteban Granero mediado el segundo tiempo y da una asistencia de gol a Alfred Finnbogason en la victoria por 3-1. El 1 de mayo, se hace presente en el marcador con un gol de tiro libre en el triunfo de la Real Sociedad ante el Levante U. D. Se despide de la temporada con un gol ante el Rayo Vallecano en la victoria a domicilio por 2-4. Pese a la lesión que le tuvo 2 meses fuera, acabó un año más como máximo goleador del equipo con 9 dianas.

#### Temporada 2015-16
Comienza la temporada como titular indiscutible, aunque sin ofrecer ni mucho menos su mejor versión, y con constantes rumores sobre su posible marcha a la MLS de Estados Unidos para el mercado de invierno.
El 25 de octubre de 2015 consigue sus primeros goles de la temporada, al anotarle un doblete al Levante en la jornada 9 de la Liga, en la goleada por 0-4.
El 6 de noviembre se lesiona del tobillo ante Las Palmas, en juego de la jornada 11 de La Liga, en el que el equipo realista perdería por 2-0. Esta derrota acabaría con la destitución del técnico escocés David Moyes y la llegada de Eusebio Sacristán.  
Con Eusebio, el equipo reconduce la situación y Vela mejora notablemente su rendimiento. Además demuestra su compromiso absoluto con el club y niega rotundamente su posible salida. El 22 de enero de 2016 logra romper su racha negativa sin anotar, al meter un gol ante el Sporting de Gijón, en una dura derrota por 5-1 Dos semanas después, el 8 de febrero, anota un gol de vaselina y da una asistencia a Jonathas de Jesús en la goleada por 0-5 ante el Espanyol a domicilio. Seis días después, Vela completa su mejor partido de la temporada al dar dos asistencias de lujo a Jonathas de Jesús y Mikel Oiarzabal, respectivamente, en la victoria por 3-0 ante el Granada C.F.
Acabó finalmente la temporada con registros de 35 partidos, 5 goles y 4 asistencias, en la que ha sido con diferencia su peor temporada desde su llegada a San Sebastián.

#### Temporada 2016-17
El 21 de septiembre de 2016 anota su primer gol de la temporada, al cobrar correctamente un penal en la jornada 5 de La Liga, ante Las Palmas. Cumple 200 juegos jugados con la camiseta de la Real Sociedad el 24 de septiembre ante el Éibar en una derrota a domicilio por 2 a 0. Logra su segunda anotación de la temporada, el 30 de septiembre ante el Real Betis. El 22 de octubre en la jornada 9 de La Liga, tiene una gran actuación ante el Deportivo Alavés, además de lograr su tercer gol del torneo. El 5 de noviembre provoca y anota un penal al Atlético de Madrid en la victoria de la Real Sociedad 2-0. El 27 de noviembre es el mejor jugador del partido de su equipo ante el F. C. Barcelona, el resultado fue empate 1-1. Dos semanas después, volvió a tener una magnífica actuación en Anoeta ante el Valencia C. F. Pese a fallar su primer penal en Liga con la Real (se lo atajó Diego Alves), el mexicano volvió a ser considerado el mejor del partido, gracias a sus dos asistencias de gol.
Vela comenzó el año nuevo, disputando la ida de los octavos de final de la Copa del Rey ante el Villarreal C.F., partido en el que anotó un gol y en el que su equipo venció 3-1. Luego de esto, el mexicano volvió a sufrir una lesión en la rodilla, de la que se recuperaría sorprendentemente en 2 semanas. Vuelve a los terrenos de juego metiendo el segundo gol de su equipo, clave para la remontada, en el partido ante el Osasuna en el que los txuri-urdin se impusieron 3-2. Una semana después, vuelve a anotar otro gol, el primero de la victoria por 1-2 ante el Espanyol a domicilio. Luego de dos partidos de sequía, el mexicano vuelve a convertir un penalti en el empate 2-2 ante el Éibar en casa, siendo además el mejor de su equipo en el partido.
Después de dos meses sin ver puerta, el mexicano le anota un gol en la victoria por 2-1 al Granada C.F. de su compatriota Guillermo Ochoa. Una semana después volvería a anotar un tanto de vital importancia en un empate a un gol ante el Sevilla en el Sánchez Pizjuán.
Finalmente, al acabar la Liga, la Real se clasificó para la UEFA Europa League como sexta clasificada, después de una gran temporada a nivel colectivo. En el plano individual, Vela recuperó su gran versión, aunque todavía lejos de aquella pasada de hace tres o cuatro años. En total, disputó 39 partidos, anotando 10 goles y repartiendo 3 asistencias.

### Los Angeles F. C.

#### Temporada 2018
El 8 de agosto de 2017, la Real Sociedad anuncia que Carlos Vela será jugador de la nueva franquicia de la MLS. Los Angeles F. C. en la cual se integró el mexicano a partir de enero de 2018. Debutaría el 4 de marzo de 2018 contra Seattle Sounders en la primera jornada de la temporada y haría su primer gol hasta la segunda jornada de la MLS contra el Real Salt Lake, partido en que participaría con un solo gol en la goleada victoriosa de 5-1.
Desde su primera temporada e inicio de la franquicia se convertiría en el símbolo de la institución, fungiendo como capitán de la escuadra angelina. En su primera temporada los llevaría hasta los play-offs en los cuales perdería en primera ronda mismamente contra el Real Salt Lake.

#### Temporada 2019
En 2019 llevaría al club a su primer título en forma de la Supporters Shield, obtenido por ser el club con más puntos de la temporada regular. Este primer éxito lo acompañaría rompiendo récords goleadores y superaría a Josef Martínez, como el máximo goleador en una sola temporada y con la cual conseguiría la bota de oro y el MVP de la temporada, pero se quedaría a las puertas de la final, en las cuales llegaría hasta la final de la conferencia oeste.

#### Temporada 2020
En 2020 iniciaría con buenos números, anotando 4 goles en 4 partidos entre liga y Concacaf Champions League, sin embargo la pandemia del Covid-19 haría parara el futbol a nivel mundial incluyendo en Estados Unidos. En ese periodo su esposa estaría embarazada por lo que pediría un permiso especial a la MLS y al club de ausentarse para no arriesgar la integridad de su no nato y de su esposa, por lo que final no participaría en el torneo de MLS Is Back que se realizó en Orlando.
Tras el regreso de la liga en agosto en la derrota de 2-0 contra LA Galaxy, se lesionaría de los ligamentos por lo que no llegaría hasta las jornadas finales de la acortada liga en noviembre. En las cuales llegaría a un buen nivel pero no logrando pasar de nuevo la fase de la primera ronda contra el Real Salt Lake.
A finales de año sin embargo, jugaría su primera final con el club en la Concacaf Champions League de 2020 contra uno de los equipos mas dominadores de la última década de México, los Tigres de la UANL. Siendo parte del cuadro titular, perdería la final 2-1, en donde seria premiado como uno de los mejores jugadores de la competencia.

#### Temporada 2021
Aunque en esta temporada sus números fueron buenos a nivel individual, con 5 goles y 5 asistencias en 20 partidos, fueron mermados fuertemente por las constantes lesiones, primero a inicio de temporada contra Austin el 17 de abril, y otra vez a mediados contra Vancouver el 21 de agosto de 2021. Esta misma temporada seria la primera desde la creación de la franquicia donde no llegaría a los play-offs.

#### Temporada 2022
Sin embargo en la temporada 2022 su suerte finalmente cambiaria, volvería a ganar la Supporters Shield y aun siendo el capitán del equipo, llegaría hasta la final de la MLS por primera vez tras pasar 3-2 contra el LA Galaxy, su clásico rival, en la final de conferencia ganarían contra Austin, 3-0, siendo la primera vez campeones de confederación oeste y finalmente llegarían contra el Philaldelphia Union en donde llegarian hasta los tiempos extra, mismos que no jugaria al salir de cambio al minuto 97, pero que daría una asistencia antes de salir del campo (Al igual que el resto de los play-off, participando con 1 asistencia en cada partido).
Finalmente llegarían a los penales y los ganarían 6-3, proclamándose por primera vez como campeones de la MLS y con Carlos Vela como jugador insignia.

#### Temporada 2023
Esta temporada volvería ser altos y bajos, pues al ser los campeones de la MLS, tuvieron derecho a jugar la renombrada Concacaf Champions Cup, volviendo a llegar a la gran final contra Club León, siendo el segundo equipo estadounidense, después del LA Galaxy, en jugar 2 finales de la competición internacional, y el único en este siglo. Sin embargo la final la perderían por un marcador global de 3-1, con duras críticas de su esposa al equipo mexicano por el juego tan rudo que estos proponían.
Aun con la derrota de la competición a mitad de temporada, volverían al acecho por el bicampeonato de la MLS. Serían los campeones de la conferencia oeste por segunda ocasión, contra Houston Dynamo, sin embargo se quedarían en las puertas de la MLS Cup 2023 contra Columbus Crew, el 9 de diciembre por un marcador de 2-1, el cual significaría su último partido vistiendo la camiseta angelina, tanto como capitán y como jugador.
Carlos Vela se convirtió en la máxima leyenda del club angelino, siendo el máximo goleador, asistente y participante desde su creación en 2018, y después de 6 años los llevó a varias finales conferénciales, de la MLS, e internacionales marcando uno de los mejores registros de un jugador en la MLS.

## Retirada deportiva
En un post en su cuenta de Instagram, cargado de emotividad, anunció su retiro profesional, culminando su carrera deportiva que abarcaba cerca de 2 décadas.

## Selección nacional

### Categorías inferiores

#### Sub-17
Debutó el 16 de septiembre en el torneo de la Copa Mundial de Fútbol Sub-17 de 2005 ante la selección de Uruguay marcando su primer gol del torneo en el minuto 47 tras una jugada personal. Su segundo y tercer gol lo marcó ante la selección de Australia, el cuarto gol lo marcó en cuartos de final ante la Selección de fútbol de Costa Rica. Su último y quinto gol lo marcó en la final ante Brasil en el minuto 31 el cual abrió el marcador 1-0. Se coronó campeón del mundo en 2005, en la Copa Mundial de Fútbol Sub-17 de 2005 celebrada en Perú. Obtuvo el Botín de Oro el 2 de octubre, que lo acreditó como el máximo goleador del certamen al conseguir cinco anotaciones.
| Goles en Copa Mundial Sub-17 con la Selección de México | Goles en Copa Mundial Sub-17 con la Selección de México | Goles en Copa Mundial Sub-17 con la Selección de México | Goles en Copa Mundial Sub-17 con la Selección de México | Goles en Copa Mundial Sub-17 con la Selección de México | Goles en Copa Mundial Sub-17 con la Selección de México | Goles en Copa Mundial Sub-17 con la Selección de México | Goles en Copa Mundial Sub-17 con la Selección de México |
| Gol                                                     | Fecha                                                   | Sede                                                    | Oponente                                                | Marcador                                                | Resultado                                               | Competición                                             |                                                         |
| ------------------------------------------------------- | ------------------------------------------------------- | ------------------------------------------------------- | ------------------------------------------------------- | ------------------------------------------------------- | ------------------------------------------------------- | ------------------------------------------------------- | ------------------------------------------------------- |
| 1.                                                      | 16 de septiembre de 2005                                | Estadio Nacional, Lima, Perú                            | Uruguay                                                 | 1–0                                                     | 2–0                                                     | Copa Mundial de Fútbol Sub-17 de 2005                   |                                                         |
| 2.                                                      | 19 de septiembre de 2005                                | Estadio Nacional, Lima, Perú                            | Australia                                               | 2–0                                                     | 3–0                                                     | Copa Mundial de Fútbol Sub-17 de 2005                   |                                                         |
| 3.                                                      | 19 de septiembre de 2005                                | Estadio Nacional, Lima, Perú                            | Australia                                               | 3–0                                                     | 3–0                                                     | Copa Mundial de Fútbol Sub-17 de 2005                   |                                                         |
| 4.                                                      | 25 de septiembre de 2005                                | Estadio Miguel Grau, Piura, Perú                        | Costa Rica                                              | 3–0                                                     | 3–1                                                     | Copa Mundial de Fútbol Sub-17 de 2005                   |                                                         |
| 5.                                                      | 2 de octubre de 2005                                    | Estadio Nacional, Lima, Perú                            | Brasil                                                  | 1–0                                                     | 3–0                                                     | Copa Mundial de Fútbol Sub-17 de 2005                   |                                                         |

#### Sub-20
Debutó con la selección Sub-20 el 21 de febrero de 2007 contra San Cristóbal y Nieves, ganando 2-0 con goles de sus compañeros del mundial Sub-17 Giovanni dos Santos y César Villaluz. Luego, participó en los juegos del 23 y el 25 de ese mes contra Jamaica (2-0) y Costa Rica (1-1). Finalmente, México clasificó para la Copa Mundial de Fútbol Sub-20 de 2007 siendo los primeros en su grupo por mayor cantidad de goles.
La selección de fútbol de México tuvo una destacada participación en la Copa Mundial Sub-20 que se realizó en Canadá, entre el 30 de junio y el 22 de julio del 2007. En cuartos de final, la selección mexicana fue eliminada por la selección argentina, que anotó por medio de Maximiliano Moralez; el partido terminó finalmente 1-0.

### Selección absoluta
| Club               | País   | PJ | Goles | Periodo     |
| ------------------ | ------ | -- | ----- | ----------- |
| Selección Mexicana | México | 72 | 19    | 2007 - 2019 |

El 12 de septiembre de 2007 debutó con la selección mayor en un amistoso contra la Selección de Brasil, entrando de cambio en el segundo tiempo. El 17 de octubre de 2007 Carlos Vela anotaría su primer gol ante la Selección de Guatemala al minuto 30, aunque México terminaría cayendo con un marcador de 3-2. Su segundo gol lo marcó el 9 de junio del 2008 contra la Selección de Perú en un 4-0 a favor de los aztecas.

#### Copa Oro 2009
En 2009 fue convocado para disputar la Copa Oro. El 5 de julio del 2009 Carlos debutó en el torneo ante la selección de Nicaragua pero salió de cambio al minuto 10 por causa de una lesión en el tobillo derecho. Más tarde Vela reaparecería en el partido de semifinales al entrar de cambio en el segundo tiempo, donde México y Costa Rica empataron a 1 gol en 120 minutos, por lo que el juego se prolongó a la tanda de penales, donde Vela anotó el penal que le daría a su selección el pase a la final.
El 26 de julio de 2009 ingresó de cambio en el segundo tiempo en la final ante Estados Unidos en donde fue autor de un gol en la goleada 5-0, logrando ser campeón del torneo.

#### Copa Mundial de Sudáfrica 2010
El domingo 15 de junio de 2008 debutó con la selección en las eliminatorias rumbo al Mundial de Sudáfrica 2010. En ese mismo partido marcó su primer gol ante la Selección de Belice, siendo este su tercer gol con la Selección de México. Seis días después, en el partido de vuelta contra Belice, Vela marcó su segundo gol en las eliminatorias y cuarto con el seleccionado mexicano. El encuentro terminó 7-0 favorable a la Selección de México.
El 10 de octubre del 2009 Carlos Vela participó con el equipo mexicano en el duelo contra El Salvador, realizado en el Estadio Azteca, donde consigue un gol y una asistencia en la victoria 4-1 favorable a su selección. Dicha victoria aseguró el pase de México al Mundial de Sudáfrica. 
El 3 de marzo de 2010 en partido de preparación rumbo al Mundial de Sudáfrica marca un gol ante Nueva Zelanda en donde su selección ganaría 2-0. El 3 de junio marca otro tanto en un amistoso frente al entonces vigente campeón del mundo, Italia, gol con el que abrió el marcador a los 17 minutos, al final el marcador sería de 2-1 a favor de los mexicanos.

#### Castigo por indisciplina y distanciamiento (2011-2014)
La Federación de Fútbol de México sancionó a Vela seis meses sin participar en su selección, por una supuesta fiesta después de un partido amistoso ante Colombia, en la que habrían participado varios de los seleccionados, incluido él.
Fue convocado el 24 de mayo de 2011 para disputar la Copa América 2011 en Argentina, y así volver a jugar en la selección de su país, pero finalmente su club en aquel momento, el Arsenal, no le concedió el permiso para participar en el torneo al no ser una competencia de la Confederación a la que pertenece México.
Desde entonces el futbolista se negó a asistir a las convocatorias de la selección mexicana por motivos personales, por lo que rechazó participar en competencias de prestigio como los Juegos Olímpicos de Londres 2012, la Copa Confederaciones 2013 y la Copa Mundial de Fútbol de 2014, inclusive estando en el mejor momento futbolístico de su carrera con la Real Sociedad de España.

#### Regreso a la selección y Copa Oro 2015
Después de tres años, en noviembre de 2014, Carlos Vela aceptó la convocatoria que le hizo llegar el seleccionador Miguel Herrera. El 12 de noviembre del 2014 volvió a disputar un partido con la selección mexicana en Ámsterdam ante la selección de los Países Bajos en la victoria 3-2 de su selección, siendo la figura del encuentro al ser autor de dos goles.
El 12 de junio de 2015 Carlos Vela fue incluido en la lista preliminar de los 23 futbolistas convocados a disputar la Copa Oro 2015 realizada en los Estados Unidos.
El 9 de julio de 2015 Vela debuta con México ante Cuba, en la Copa Oro 2015, al minuto 23 Vela anota un gol en la goleada de 6-0, jugando solo 72' minutos y saliendo por Jesús Manuel Corona. El 15 de julio del 2015 Vela anota su segundo gol del torneo con México ante Trinidad y Tobago, en la Copa Oro 2015.
En noviembre de 2015 fue convocado por Juan Carlos Osorio para arrancar la eliminatoria mundialista de Concacaf. Anotó gol en la victoria de 3-0 ante El Salvador, en el debut de la clasificación.
En junio de 2016, Vela fue convocado a la Copa América Centenario celebrada en Estados Unidos, pero rechazó participar por motivos personales.
Tras un año de ausencia, el 3 de noviembre de 2016, es vuelto a ser convocado, para jugar el inicio del Hexagonal Final de Concacaf.

#### Copa Mundial de Rusia 2018
El 23 de junio de 2018 anota, de penal, el primer tanto contra Corea del Sur, que resulta vital para la obtención de los 3 puntos. Jugó un buen Mundial con la Selección de México, alcanzando los octavos de final de la competición.

#### Retiro
El 16 de mayo de 2019, Vela mediante una conferencia de prensa anunció su retiro de la selección nacional tras 12 años de haber defendido la playera del tri, disputando 2 mundiales y haber jugado un total de 72 partidos y anotando 19 goles con el tricolor.

#### Resumen de partidos internacionales absolutos
| \| N.º \| Fecha \| Estadio \| Local \| \| Res. \| \| Visitante \| Goles \| Asist. \| Competición \| \| --- \| ---------- \| --------------------------------------------------------- \| ----------------- \| ---------------------------- \| ----- \| ------------------------------- \| -------------------- \| ----- \| ----------------------- \| -------------------- \| \| 1. \| 11-09-2007 \| Gillette Stadium, Foxborough, Estados Unidos \| México \| Bandera de México \| 1 - 3 \| Bandera de Brasil \| Brasil \| \| \| Amistoso \| \| 2. \| 17-10-2007 \| Memorial Coliseum, Los Ángeles, Estados Unidos \| México \| Bandera de México \| 2 - 3 \| Bandera de Guatemala \| Guatemala \| \| \| Amistoso \| \| 3. \| 06-02-2008 \| Reliant Stadium, Houston, Estados Unidos \| Estados Unidos \| Bandera de Estados Unidos \| 2 - 2 \| Bandera de México \| México \| \| \| Amistoso \| \| 4. \| 05-02-2007 \| Toyota Park, Bridgeview, Estados Unidos \| México \| Bandera de México \| 1 - 4 \| Bandera de Argentina \| Argentina \| \| \| Amistoso \| \| 5. \| 08-06-2008 \| Soldier Field, Chicago, Estados Unidos \| México \| Bandera de México \| 4 - 0 \| Bandera de Perú \| Perú \| \| \| Amistoso \| \| 6. \| 15-06-2008 \| Reliant Stadium, Houston, Estados Unidos \| Belice \| Bandera de Belice \| 0 - 2 \| Bandera de México \| México \| \| \| Clasif. Mundial 2010 \| \| 7. \| 21-06-2008 \| Estadio Universitario, San Nicolás, México \| México \| Bandera de México \| 7 - 0 \| Bandera de Belice \| Belice \| \| \| Clasif. Mundial 2010 \| \| 8. \| 20-08-2008 \| Estadio Azteca, Ciudad de México, México \| México \| Bandera de México \| 2 - 1 \| Bandera de Honduras \| Honduras \| \| \| Clasif. Mundial 2010 \| \| 9. \| 06-09-2008 \| Estadio Azteca, Ciudad de México, México \| México \| Bandera de México \| 3 - 0 \| Bandera de Jamaica \| Jamaica \| \| Asistencia \| Clasif. Mundial 2010 \| \| 10. \| 10-09-2008 \| Estadio Víctor Manuel Reyna, Tuxtla Gutiérrez, México \| México \| Bandera de México \| 2 - 1 \| Bandera de Canadá \| Canadá \| \| \| Clasif. Mundial 2010 \| \| 11. \| 11-10-2008 \| Parque Independence, Kingston, Jamaica \| Jamaica \| Bandera de Jamaica \| 1 - 0 \| Bandera de México \| México \| \| \| Clasif. Mundial 2010 \| \| 12. \| 15-10-2008 \| Estadio de la Mancomunidad, Edmonton, Canadá \| Canadá \| Bandera de Canadá \| 2 - 2 \| Bandera de México \| México \| \| \| Clasif. Mundial 2010 \| \| 13. \| 19-11-2008 \| Estadio Olímpico Metropolitano, San Pedro Sula, Honduras \| Honduras \| Bandera de Honduras \| 1 - 0 \| Bandera de México \| México \| \| \| Clasif. Mundial 2010 \| \| 14. \| 01-04-2009 \| Estadio Olímpico Metropolitano, San Pedro Sula, Honduras \| Honduras \| Bandera de Honduras \| 3 - 1 \| Bandera de México \| México \| \| Asistencia \| Clasif. Mundial 2010 \| \| 15. \| 25-06-2009 \| Georgia Dome, Atlanta, Estados Unidos \| México \| Bandera de México \| 4 - 0 \| Bandera de Venezuela \| Venezuela \| \| \| Amistoso \| \| 16. \| 28-06-2009 \| Estadio Azteca, Ciudad de México, México \| México \| Bandera de México \| 0 - 0 \| Bandera de Guatemala \| Guatemala \| \| \| Amistoso \| \| 17. \| 05-07-2009 \| Oakland-Alameda County Coliseum, Oakland, Estados Unidos \| México \| Bandera de México \| 2 - 0 \| Bandera de Nicaragua \| Nicaragua \| \| \| Copa Oro 2009 \| \| 18. \| 23-07-2009 \| Soldier Field, Chicago, Estados Unidos \| Costa Rica \| Bandera de Costa Rica \| 1 - 1 \| Bandera de México \| México \| \| \| Copa Oro 2009 \| \| 19. \| 26-07-2009 \| Giants Stadium, East Rutherford, Estados Unidos \| Estados Unidos \| Bandera de Estados Unidos \| 0 - 5 \| Bandera de México \| México \| \| Asistencia \| Copa Oro 2009 \| \| 20. \| 11-08-2009 \| Estadio Azteca, Ciudad de México, México \| México \| Bandera de México \| 2 - 1 \| Bandera de Estados Unidos \| Estados Unidos \| \| \| Clasif. Mundial 2010 \| \| 21. \| 10-10-2009 \| Estadio Azteca, Ciudad de México, México \| México \| Bandera de México \| 4 - 1 \| Bandera de El Salvador \| El Salvador \| \| Asistencia \| Clasif. Mundial 2010 \| \| 22. \| 14-10-2009 \| Estadio Hasely Crawford, Puerto España, Trinidad y Tobago \| Trinidad y Tobago \| Bandera de Trinidad y Tobago \| 2 - 2 \| Bandera de México \| México \| \| \| Clasif. Mundial 2010 \| \| 23. \| 03-03-2010 \| Estadio Rose Bowl, Pasadena, Estados Unidos \| México \| Bandera de México \| 2 - 0 \| Bandera de Nueva Zelanda \| Nueva Zelanda \| \| \| Amistoso \| \| 24. \| 16-05-2010 \| Estadio Azteca, Ciudad de México, México \| México \| Bandera de México \| 1 - 0 \| Bandera de Chile \| Chile \| \| \| Amistoso \| \| 25. \| 24-05-2010 \| Estadio de Wembley, Londres, Inglaterra \| Inglaterra \| Bandera de Inglaterra \| 3 - 1 \| Bandera de México \| México \| \| \| Amistoso \| \| 26. \| 26-05-2010 \| Dreisamstadion, Friburgo, Alemania \| Países Bajos \| Bandera de los Países Bajos \| 2 - 1 \| Bandera de México \| México \| \| \| Amistoso \| \| 27. \| 30-05-2010 \| Hans-Walter Wild Stadion, Bayreuth, Alemania \| México \| Bandera de México \| 5 - 1 \| Bandera de Gambia \| Gambia \| \| \| Amistoso \| \| 28. \| 03-06-2010 \| Estadio Rey Balduino, Bruselas, Bélgica \| Italia \| Bandera de Italia \| 1 - 2 \| Bandera de México \| México \| \| \| Amistoso \| \| 29. \| 11-06-2010 \| Soccer City, Johannesburgo, Sudáfrica \| Sudáfrica \| Bandera de Sudáfrica \| 1 - 1 \| Bandera de México \| México \| \| \| Mundial 2010 \| \| 30. \| 17-06-2010 \| Peter Mokaba, Polokwane, Sudáfrica \| Francia \| Bandera de Francia \| 0 - 2 \| Bandera de México \| México \| \| \| Mundial 2010 \| \| 31. \| 11-08-2010 \| Estadio Azteca, Ciudad de México, México \| México \| Bandera de México \| 1 - 1 \| Bandera de España \| España \| \| \| Amistoso \| \| 32. \| 04-09-2010 \| Estadio Omnilife, Zapopan, México \| México \| Bandera de México \| 1 - 2 \| Bandera de Ecuador \| Ecuador \| \| \| Amistoso \| \| 33. \| 07-09-2010 \| Estadio Universitario, San Nicolás, México \| México \| Bandera de México \| 1 - 0 \| Bandera de Colombia \| Colombia \| \| \| Amistoso \| \| 34. \| 26-03-2011 \| Oakland-Alameda County Coliseum, Oakland, Estados Unidos \| México \| Bandera de México \| 3 - 1 \| Bandera de Paraguay \| Paraguay \| \| \| Amistoso \| \| 35. \| 29-03-2011 \| Estadio Qualcomm, San Diego, Estados Unidos \| México \| Bandera de México \| 1 - 1 \| Bandera de Venezuela \| Venezuela \| \| \| Amistoso \| \| 36. \| 12-11-2014 \| Ámsterdam Arena, Ámsterdam, Países Bajos \| Países Bajos \| Bandera de los Países Bajos \| 2 - 3 \| Bandera de México \| México \| \| \| Amistoso \| \| 37. \| 18-11-2014 \| Borisov Arena, Borisov, Bielorrusia \| Bielorrusia \| Bandera de Bielorrusia \| 3 - 2 \| Bandera de México \| México \| \| \| Amistoso \| \| 38. \| 26-06-2015 \| Camping World Stadium, San Antonio, Estados Unidos \| México \| Bandera de México \| 2 - 2 \| Bandera de Costa Rica \| Costa Rica \| \| \| Amistoso \| \| 39. \| 01-07-2015 \| Estadio NRG, Houston, Estados Unidos \| México \| Bandera de México \| 0 - 0 \| Bandera de Honduras \| Honduras \| \| \| Amistoso \| \| 40. \| 09-07-2015 \| Soldier Field, Chicago, Estados Unidos \| México \| Bandera de México \| 6 - 0 \| Bandera de Cuba \| Cuba \| \| \| Copa Oro 2015 \| \| 41. \| 12-07-2015 \| Estadio de la Univ. de Phoenix, Phoenix, Estados Unidos \| Guatemala \| Bandera de Guatemala \| 0 - 0 \| Bandera de México \| México \| \| \| Copa Oro 2015 \| \| 42. \| 15-07-2015 \| Bank of America Stadium, Charlotte, Estados Unidos \| México \| Bandera de México \| 4 - 4 \| Bandera de Trinidad y Tobago \| Trinidad y Tobago \| \| Asistencia \| Copa Oro 2015 \| \| 43. \| 19-07-2015 \| MetLife Stadium, East Rutherford, Estados Unidos \| México \| Bandera de México \| 1 - 0 \| Bandera de Costa Rica \| Costa Rica \| \| \| Copa Oro 2015 \| \| 44. \| 22-07-2015 \| Georgia Dome, Atlanta, Estados Unidos \| Panamá \| Bandera de Panamá \| 1 - 2 \| Bandera de México \| México \| \| \| Copa Oro 2015 \| \| 45. \| 04-09-2015 \| Rio Tinto Stadium, Sandy, Estados Unidos \| México \| Bandera de México \| 3 - 3 \| Bandera de Trinidad y Tobago \| Trinidad y Tobago \| \| \| Amistoso \| \| 46. \| 08-09-2015 \| Dallas Cowboys New Stadium, Dallas, Estados Unidos \| México \| Bandera de México \| 2 - 2 \| Bandera de Argentina \| Argentina \| \| \| Amistoso \| \| 47. \| 13-10-2015 \| Estadio Nemesio Díez, Toluca, México \| México \| Bandera de México \| 1 - 0 \| Bandera de Panamá \| Panamá \| \| \| Amistoso \| \| 48. \| 13-11-2015 \| Estadio Azteca, Ciudad de México, México \| México \| Bandera de México \| 3 - 0 \| Bandera de El Salvador \| El Salvador \| \| \| Clasif. Mundial 2018 \| \| 49. \| 11-09-2016 \| Mapfre Stadium, Columbus, Estados Unidos \| Estados Unidos \| Bandera de Estados Unidos \| 1 - 2 \| Bandera de México \| México \| \| \| Clasif. Mundial 2018 \| \| 50. \| 24-03-2017 \| Estadio Azteca, Ciudad de México, México \| México \| Bandera de México \| 2 - 0 \| Bandera de Costa Rica \| Costa Rica \| \| Asistencia · Asistencia \| Clasif. Mundial 2018 \| \| 51. \| 28-03-2017 \| Estadio Hasely Crawford, Puerto España, Trinidad y Tobago \| Trinidad y Tobago \| Bandera de Trinidad y Tobago \| 0 - 1 \| Bandera de México \| México \| \| \| Clasif. Mundial 2018 \| \| 52. \| 27-05-2017 \| Memorial Coliseum, Los Ángeles, Estados Unidos \| México \| Bandera de México \| 1 - 2 \| Bandera de Croacia \| Croacia \| \| \| Amistoso \| \| 53. \| 01-06-2017 \| MetLife Stadium, East Rutherford, Estados Unidos \| México \| Bandera de México \| 3 - 1 \| Bandera de Irlanda \| Irlanda \| \| \| Amistoso \| \| 54. \| 08-06-2017 \| Estadio Azteca, Ciudad de México, México \| México \| Bandera de México \| 3 - 0 \| Bandera de Honduras \| Honduras \| \| Asistencia \| Clasif. Mundial 2018 \| \| 55. \| 11-06-2017 \| Estadio Azteca, Ciudad de México, México \| México \| Bandera de México \| 1 - 1 \| Bandera de Estados Unidos \| Estados Unidos \| \| \| Clasif. Mundial 2018 \| \| 56. \| 18-06-2017 \| Kazán Arena, Kazán, Rusia \| Portugal \| Bandera de Portugal \| 2 - 2 \| Bandera de México \| México \| \| Asistencia \| Confederaciones 2017 \| \| 57. \| 24-06-2017 \| Kazán Arena, Kazán, Rusia \| México \| Bandera de México \| 2 - 1 \| Bandera de Rusia \| Rusia \| \| \| Confederaciones 2017 \| \| 58. \| 02-06-2017 \| Otkrytie Arena, Moscú, Rusia \| Portugal \| Bandera de Portugal \| 2 - 1 \| Bandera de México \| México \| \| \| Confederaciones 2017 \| \| 59. \| 01-09-2017 \| Estadio Azteca, Ciudad de México, México \| México \| Bandera de México \| 1 - 0 \| Bandera de Panamá \| Panamá \| \| \| Clasif. Mundial 2018 \| \| 60. \| 05-09-2017 \| Estadio Nacional, San José, Costa Rica \| Costa Rica \| Bandera de Costa Rica \| 1 - 1 \| Bandera de México \| México \| \| \| Clasif. Mundial 2018 \| \| 61. \| 06-10-2017 \| Estadio Alfonso Lastras Ramírez, San Luis Potosí, México \| México \| Bandera de México \| 3 - 1 \| Bandera de Trinidad y Tobago \| Trinidad y Tobago \| \| \| Clasif. Mundial 2018 \| \| 62. \| 10-10-2017 \| Estadio Olímpico Metropolitano, San Pedro Sula, Honduras \| Honduras \| Bandera de Honduras \| 3 - 2 \| Bandera de México \| México \| \| \| Clasif. Mundial 2018 \| \| 63. \| 10-11-2017 \| Estadio Rey Balduino, Bruselas, Bélgica \| Bélgica \| Bandera de Bélgica \| 3 - 3 \| Bandera de México \| México \| \| \| Amistoso \| \| 64. \| 13-11-2017 \| Arena Gdansk, Gdansk, Polonia \| Polonia \| Bandera de Polonia \| 0 - 1 \| Bandera de México \| México \| \| \| Amistoso \| \| 65. \| 31-01-2018 \| Alamodome, San Antonio, Estados Unidos \| México \| Bandera de México \| 1 - 0 \| Bandera de Bosnia y Herzegovina \| Bosnia y Herzegovina \| \| \| Amistoso \| \| 66. \| 23-03-2018 \| Levi's Stadium, Santa Clara, Estados Unidos \| México \| Bandera de México \| 3 - 0 \| Bandera de Islandia \| Islandia \| \| \| Amistoso \| \| 67. \| 27-03-2018 \| AT&T Stadium, Arglington, Estados Unidos \| México \| Bandera de México \| 0 - 1 \| Bandera de Croacia \| Croacia \| \| \| Amistoso \| \| 68. \| 02-06-2018 \| Estadio Azteca, Ciudad de México, México \| México \| Bandera de México \| 1 - 0 \| Bandera de Escocia \| Escocia \| \| Asistencia \| Amistoso \| \| 69. \| 17-06-2018 \| Estadio Luzhniki, Moscú, Rusia \| Alemania \| Bandera de Alemania \| 0 - 1 \| Bandera de México \| México \| \| \| Mundial 2018 \| \| 70. \| 23-06-2018 \| Rostov Arena, Rostov del Don, Rusia \| Corea del Sur \| Bandera de Corea del Sur \| 1 - 2 \| Bandera de México \| México \| \| \| Mundial 2018 \| |            |                                                           |                   |                              |       |                                 |                      |       |                         |                      |
| N.º | Fecha      | Estadio                                                   | Local             |                              | Res.  |                                 | Visitante            | Goles | Asist.                  | Competición          |
| 1. | 11-09-2007 | Gillette Stadium, Foxborough, Estados Unidos              | México            | Bandera de México            | 1 - 3 | Bandera de Brasil               | Brasil               |       |                         | Amistoso             |
| 2. | 17-10-2007 | Memorial Coliseum, Los Ángeles, Estados Unidos            | México            | Bandera de México            | 2 - 3 | Bandera de Guatemala            | Guatemala            |       |                         | Amistoso             |
| 3. | 06-02-2008 | Reliant Stadium, Houston, Estados Unidos                  | Estados Unidos    | Bandera de Estados Unidos    | 2 - 2 | Bandera de México               | México               |       |                         | Amistoso             |
| 4. | 05-02-2007 | Toyota Park, Bridgeview, Estados Unidos                   | México            | Bandera de México            | 1 - 4 | Bandera de Argentina            | Argentina            |       |                         | Amistoso             |
| 5. | 08-06-2008 | Soldier Field, Chicago, Estados Unidos                    | México            | Bandera de México            | 4 - 0 | Bandera de Perú                 | Perú                 |       |                         | Amistoso             |
| 6. | 15-06-2008 | Reliant Stadium, Houston, Estados Unidos                  | Belice            | Bandera de Belice            | 0 - 2 | Bandera de México               | México               |       |                         | Clasif. Mundial 2010 |
| 7. | 21-06-2008 | Estadio Universitario, San Nicolás, México                | México            | Bandera de México            | 7 - 0 | Bandera de Belice               | Belice               |       |                         | Clasif. Mundial 2010 |
| 8. | 20-08-2008 | Estadio Azteca, Ciudad de México, México                  | México            | Bandera de México            | 2 - 1 | Bandera de Honduras             | Honduras             |       |                         | Clasif. Mundial 2010 |
| 9. | 06-09-2008 | Estadio Azteca, Ciudad de México, México                  | México            | Bandera de México            | 3 - 0 | Bandera de Jamaica              | Jamaica              |       | Asistencia              | Clasif. Mundial 2010 |
| 10. | 10-09-2008 | Estadio Víctor Manuel Reyna, Tuxtla Gutiérrez, México     | México            | Bandera de México            | 2 - 1 | Bandera de Canadá               | Canadá               |       |                         | Clasif. Mundial 2010 |
| 11. | 11-10-2008 | Parque Independence, Kingston, Jamaica                    | Jamaica           | Bandera de Jamaica           | 1 - 0 | Bandera de México               | México               |       |                         | Clasif. Mundial 2010 |
| 12. | 15-10-2008 | Estadio de la Mancomunidad, Edmonton, Canadá              | Canadá            | Bandera de Canadá            | 2 - 2 | Bandera de México               | México               |       |                         | Clasif. Mundial 2010 |
| 13. | 19-11-2008 | Estadio Olímpico Metropolitano, San Pedro Sula, Honduras  | Honduras          | Bandera de Honduras          | 1 - 0 | Bandera de México               | México               |       |                         | Clasif. Mundial 2010 |
| 14. | 01-04-2009 | Estadio Olímpico Metropolitano, San Pedro Sula, Honduras  | Honduras          | Bandera de Honduras          | 3 - 1 | Bandera de México               | México               |       | Asistencia              | Clasif. Mundial 2010 |
| 15. | 25-06-2009 | Georgia Dome, Atlanta, Estados Unidos                     | México            | Bandera de México            | 4 - 0 | Bandera de Venezuela            | Venezuela            |       |                         | Amistoso             |
| 16. | 28-06-2009 | Estadio Azteca, Ciudad de México, México                  | México            | Bandera de México            | 0 - 0 | Bandera de Guatemala            | Guatemala            |       |                         | Amistoso             |
| 17. | 05-07-2009 | Oakland-Alameda County Coliseum, Oakland, Estados Unidos  | México            | Bandera de México            | 2 - 0 | Bandera de Nicaragua            | Nicaragua            |       |                         | Copa Oro 2009        |
| 18. | 23-07-2009 | Soldier Field, Chicago, Estados Unidos                    | Costa Rica        | Bandera de Costa Rica        | 1 - 1 | Bandera de México               | México               |       |                         | Copa Oro 2009        |
| 19. | 26-07-2009 | Giants Stadium, East Rutherford, Estados Unidos           | Estados Unidos    | Bandera de Estados Unidos    | 0 - 5 | Bandera de México               | México               |       | Asistencia              | Copa Oro 2009        |
| 20. | 11-08-2009 | Estadio Azteca, Ciudad de México, México                  | México            | Bandera de México            | 2 - 1 | Bandera de Estados Unidos       | Estados Unidos       |       |                         | Clasif. Mundial 2010 |
| 21. | 10-10-2009 | Estadio Azteca, Ciudad de México, México                  | México            | Bandera de México            | 4 - 1 | Bandera de El Salvador          | El Salvador          |       | Asistencia              | Clasif. Mundial 2010 |
| 22. | 14-10-2009 | Estadio Hasely Crawford, Puerto España, Trinidad y Tobago | Trinidad y Tobago | Bandera de Trinidad y Tobago | 2 - 2 | Bandera de México               | México               |       |                         | Clasif. Mundial 2010 |
| 23. | 03-03-2010 | Estadio Rose Bowl, Pasadena, Estados Unidos               | México            | Bandera de México            | 2 - 0 | Bandera de Nueva Zelanda        | Nueva Zelanda        |       |                         | Amistoso             |
| 24. | 16-05-2010 | Estadio Azteca, Ciudad de México, México                  | México            | Bandera de México            | 1 - 0 | Bandera de Chile                | Chile                |       |                         | Amistoso             |
| 25. | 24-05-2010 | Estadio de Wembley, Londres, Inglaterra                   | Inglaterra        | Bandera de Inglaterra        | 3 - 1 | Bandera de México               | México               |       |                         | Amistoso             |
| 26. | 26-05-2010 | Dreisamstadion, Friburgo, Alemania                        | Países Bajos      | Bandera de los Países Bajos  | 2 - 1 | Bandera de México               | México               |       |                         | Amistoso             |
| 27. | 30-05-2010 | Hans-Walter Wild Stadion, Bayreuth, Alemania              | México            | Bandera de México            | 5 - 1 | Bandera de Gambia               | Gambia               |       |                         | Amistoso             |
| 28. | 03-06-2010 | Estadio Rey Balduino, Bruselas, Bélgica                   | Italia            | Bandera de Italia            | 1 - 2 | Bandera de México               | México               |       |                         | Amistoso             |
| 29. | 11-06-2010 | Soccer City, Johannesburgo, Sudáfrica                     | Sudáfrica         | Bandera de Sudáfrica         | 1 - 1 | Bandera de México               | México               |       |                         | Mundial 2010         |
| 30. | 17-06-2010 | Peter Mokaba, Polokwane, Sudáfrica                        | Francia           | Bandera de Francia           | 0 - 2 | Bandera de México               | México               |       |                         | Mundial 2010         |
| 31. | 11-08-2010 | Estadio Azteca, Ciudad de México, México                  | México            | Bandera de México            | 1 - 1 | Bandera de España               | España               |       |                         | Amistoso             |
| 32. | 04-09-2010 | Estadio Omnilife, Zapopan, México                         | México            | Bandera de México            | 1 - 2 | Bandera de Ecuador              | Ecuador              |       |                         | Amistoso             |
| 33. | 07-09-2010 | Estadio Universitario, San Nicolás, México                | México            | Bandera de México            | 1 - 0 | Bandera de Colombia             | Colombia             |       |                         | Amistoso             |
| 34. | 26-03-2011 | Oakland-Alameda County Coliseum, Oakland, Estados Unidos  | México            | Bandera de México            | 3 - 1 | Bandera de Paraguay             | Paraguay             |       |                         | Amistoso             |
| 35. | 29-03-2011 | Estadio Qualcomm, San Diego, Estados Unidos               | México            | Bandera de México            | 1 - 1 | Bandera de Venezuela            | Venezuela            |       |                         | Amistoso             |
| 36. | 12-11-2014 | Ámsterdam Arena, Ámsterdam, Países Bajos                  | Países Bajos      | Bandera de los Países Bajos  | 2 - 3 | Bandera de México               | México               |       |                         | Amistoso             |
| 37. | 18-11-2014 | Borisov Arena, Borisov, Bielorrusia                       | Bielorrusia       | Bandera de Bielorrusia       | 3 - 2 | Bandera de México               | México               |       |                         | Amistoso             |
| 38. | 26-06-2015 | Camping World Stadium, San Antonio, Estados Unidos        | México            | Bandera de México            | 2 - 2 | Bandera de Costa Rica           | Costa Rica           |       |                         | Amistoso             |
| 39. | 01-07-2015 | Estadio NRG, Houston, Estados Unidos                      | México            | Bandera de México            | 0 - 0 | Bandera de Honduras             | Honduras             |       |                         | Amistoso             |
| 40. | 09-07-2015 | Soldier Field, Chicago, Estados Unidos                    | México            | Bandera de México            | 6 - 0 | Bandera de Cuba                 | Cuba                 |       |                         | Copa Oro 2015        |
| 41. | 12-07-2015 | Estadio de la Univ. de Phoenix, Phoenix, Estados Unidos   | Guatemala         | Bandera de Guatemala         | 0 - 0 | Bandera de México               | México               |       |                         | Copa Oro 2015        |
| 42. | 15-07-2015 | Bank of America Stadium, Charlotte, Estados Unidos        | México            | Bandera de México            | 4 - 4 | Bandera de Trinidad y Tobago    | Trinidad y Tobago    |       | Asistencia              | Copa Oro 2015        |
| 43. | 19-07-2015 | MetLife Stadium, East Rutherford, Estados Unidos          | México            | Bandera de México            | 1 - 0 | Bandera de Costa Rica           | Costa Rica           |       |                         | Copa Oro 2015        |
| 44. | 22-07-2015 | Georgia Dome, Atlanta, Estados Unidos                     | Panamá            | Bandera de Panamá            | 1 - 2 | Bandera de México               | México               |       |                         | Copa Oro 2015        |
| 45. | 04-09-2015 | Rio Tinto Stadium, Sandy, Estados Unidos                  | México            | Bandera de México            | 3 - 3 | Bandera de Trinidad y Tobago    | Trinidad y Tobago    |       |                         | Amistoso             |
| 46. | 08-09-2015 | Dallas Cowboys New Stadium, Dallas, Estados Unidos        | México            | Bandera de México            | 2 - 2 | Bandera de Argentina            | Argentina            |       |                         | Amistoso             |
| 47. | 13-10-2015 | Estadio Nemesio Díez, Toluca, México                      | México            | Bandera de México            | 1 - 0 | Bandera de Panamá               | Panamá               |       |                         | Amistoso             |
| 48. | 13-11-2015 | Estadio Azteca, Ciudad de México, México                  | México            | Bandera de México            | 3 - 0 | Bandera de El Salvador          | El Salvador          |       |                         | Clasif. Mundial 2018 |
| 49. | 11-09-2016 | Mapfre Stadium, Columbus, Estados Unidos                  | Estados Unidos    | Bandera de Estados Unidos    | 1 - 2 | Bandera de México               | México               |       |                         | Clasif. Mundial 2018 |
| 50. | 24-03-2017 | Estadio Azteca, Ciudad de México, México                  | México            | Bandera de México            | 2 - 0 | Bandera de Costa Rica           | Costa Rica           |       | Asistencia · Asistencia | Clasif. Mundial 2018 |
| 51. | 28-03-2017 | Estadio Hasely Crawford, Puerto España, Trinidad y Tobago | Trinidad y Tobago | Bandera de Trinidad y Tobago | 0 - 1 | Bandera de México               | México               |       |                         | Clasif. Mundial 2018 |
| 52. | 27-05-2017 | Memorial Coliseum, Los Ángeles, Estados Unidos            | México            | Bandera de México            | 1 - 2 | Bandera de Croacia              | Croacia              |       |                         | Amistoso             |
| 53. | 01-06-2017 | MetLife Stadium, East Rutherford, Estados Unidos          | México            | Bandera de México            | 3 - 1 | Bandera de Irlanda              | Irlanda              |       |                         | Amistoso             |
| 54. | 08-06-2017 | Estadio Azteca, Ciudad de México, México                  | México            | Bandera de México            | 3 - 0 | Bandera de Honduras             | Honduras             |       | Asistencia              | Clasif. Mundial 2018 |
| 55. | 11-06-2017 | Estadio Azteca, Ciudad de México, México                  | México            | Bandera de México            | 1 - 1 | Bandera de Estados Unidos       | Estados Unidos       |       |                         | Clasif. Mundial 2018 |
| 56. | 18-06-2017 | Kazán Arena, Kazán, Rusia                                 | Portugal          | Bandera de Portugal          | 2 - 2 | Bandera de México               | México               |       | Asistencia              | Confederaciones 2017 |
| 57. | 24-06-2017 | Kazán Arena, Kazán, Rusia                                 | México            | Bandera de México            | 2 - 1 | Bandera de Rusia                | Rusia                |       |                         | Confederaciones 2017 |
| 58. | 02-06-2017 | Otkrytie Arena, Moscú, Rusia                              | Portugal          | Bandera de Portugal          | 2 - 1 | Bandera de México               | México               |       |                         | Confederaciones 2017 |
| 59. | 01-09-2017 | Estadio Azteca, Ciudad de México, México                  | México            | Bandera de México            | 1 - 0 | Bandera de Panamá               | Panamá               |       |                         | Clasif. Mundial 2018 |
| 60. | 05-09-2017 | Estadio Nacional, San José, Costa Rica                    | Costa Rica        | Bandera de Costa Rica        | 1 - 1 | Bandera de México               | México               |       |                         | Clasif. Mundial 2018 |
| 61. | 06-10-2017 | Estadio Alfonso Lastras Ramírez, San Luis Potosí, México  | México            | Bandera de México            | 3 - 1 | Bandera de Trinidad y Tobago    | Trinidad y Tobago    |       |                         | Clasif. Mundial 2018 |
| 62. | 10-10-2017 | Estadio Olímpico Metropolitano, San Pedro Sula, Honduras  | Honduras          | Bandera de Honduras          | 3 - 2 | Bandera de México               | México               |       |                         | Clasif. Mundial 2018 |
| 63. | 10-11-2017 | Estadio Rey Balduino, Bruselas, Bélgica                   | Bélgica           | Bandera de Bélgica           | 3 - 3 | Bandera de México               | México               |       |                         | Amistoso             |
| 64. | 13-11-2017 | Arena Gdansk, Gdansk, Polonia                             | Polonia           | Bandera de Polonia           | 0 - 1 | Bandera de México               | México               |       |                         | Amistoso             |
| 65. | 31-01-2018 | Alamodome, San Antonio, Estados Unidos                    | México            | Bandera de México            | 1 - 0 | Bandera de Bosnia y Herzegovina | Bosnia y Herzegovina |       |                         | Amistoso             |
| 66. | 23-03-2018 | Levi's Stadium, Santa Clara, Estados Unidos               | México            | Bandera de México            | 3 - 0 | Bandera de Islandia             | Islandia             |       |                         | Amistoso             |
| 67. | 27-03-2018 | AT&T Stadium, Arglington, Estados Unidos                  | México            | Bandera de México            | 0 - 1 | Bandera de Croacia              | Croacia              |       |                         | Amistoso             |
| 68. | 02-06-2018 | Estadio Azteca, Ciudad de México, México                  | México            | Bandera de México            | 1 - 0 | Bandera de Escocia              | Escocia              |       | Asistencia              | Amistoso             |
| 69. | 17-06-2018 | Estadio Luzhniki, Moscú, Rusia                            | Alemania          | Bandera de Alemania          | 0 - 1 | Bandera de México               | México               |       |                         | Mundial 2018         |
| 70. | 23-06-2018 | Rostov Arena, Rostov del Don, Rusia                       | Corea del Sur     | Bandera de Corea del Sur     | 1 - 2 | Bandera de México               | México               |       |                         | Mundial 2018         |

### Participaciones en competiciones internacionales
| Competición                    | Categoría | Sede                    | Resultado        | Partidos | Goles | Asistencias |
| ------------------------------ | --------- | ----------------------- | ---------------- | -------- | ----- | ----------- |
| Copa Mundial Sub-17 2005       | Sub-17    | Perú                    | Campeón          | 5        | 5     | 0           |
| Copa Mundial Sub-20 2007       | Sub-20    | Canadá                  | Cuartos de final | 5        | 0     | 0           |
| Copa Oro Concacaf 2009         | Absoluta  | Estados Unidos          | Campeón          | 3        | 1     | 1           |
| Clasificación Mundial 2010     | Absoluta  | Concacaf                | 2º Clasificado   | 12       | 3     | 3           |
| Copa Mundial 2010              | Absoluta  | Sudáfrica               | Octavos de final | 2        | 0     | 0           |
| Copa Oro Concacaf 2015         | Absoluta  | Estados Unidos · Canadá | Campeón          | 5        | 2     | 1           |
| Copa FIFA Confederaciones 2017 | Absoluta  | Rusia                   | Cuarto puesto    | 3        | 0     | 1           |
| Clasificación Mundial 2018     | Absoluta  | Concacaf                | 1º Clasificado   | 10       | 3     | 2           |
| Copa Mundial 2018              | Absoluta  | Rusia                   | Octavos de final | 4        | 1     | 0           |
| Total                          | Total     | Total                   | Total            | 49       | 15    | 8           |

## Estilo de juego
Vela es un delantero versátil y dinámico con buena técnica individual, toque de balón, visión de juego y capacidad para asistir y definir a gol. Si bien puede desempeñarse prácticamente en cualquier parte de la delantera, es utilizado con más frecuencia como extremo por la banda y mediapunta. De perfil zurdo, Vela es capaz de pasar, centrar y disparar con la pierna derecha.

## Vida privada
Es hermano del exfutbolista Alejandro Vela quien hizo carrera en México y actualmente es directivo del Cancún FC. Su sobrino, Christo Vela, hijo de Alejandro, también es futbolista profesional.
Vela es el padre de dos hijos, Romeo (nacido en España en noviembre de 2016) e India (nacida en Estados Unidos en octubre de 2020) ambos obtenidos con Saioa Cañibano, periodista española que conoció en su tiempo en la Real Sociedad y con la cual, contrajo matrimonio.
Vela ha afirmado que no disfruta de ver fútbol, y que en su lugar prefiere ver partidos de baloncesto, especialmente los de la NBA.

### Otros medios
Carlos Vela ha sido portada de los famosos videojuegos de FIFA en  una sola ocasión, siendo uno de los 10 futbolistas mexicanos en haber aparecido en una portada de FIFA. Apareció en la versión de Norteamérica del FIFA 11 con la cual compartió portada con Kaká y Landon Donovan.

## Estadísticas

### Clubes
Actualizado al último partido disputado el 9 de diciembre de 2023. Resaltadas temporadas en calidad de cesión.
| Club | Temporada                | Div.                     | Liga (1) | Liga (1) | Liga (1) | Copas (2) | Copas (2) | Copas (2) | Internacional (3) | Internacional (3) | Internacional (3) | Total (4) | Total (4) | Total (4) | Media goleadora |
| Club | Temporada                | Div.                     | Part.    | Goles    | Asist.   | Part.     | Goles     | Asist.    | Part.             | Goles             | Asist.            | Part.     | Goles     | Asist.    | Media goleadora |
| --- | ------------------------ | ------------------------ | -------- | -------- | -------- | --------- | --------- | --------- | ----------------- | ----------------- | ----------------- | --------- | --------- | --------- | --------------- |
| U. D. Salamanca | 2006-07                  | 2.ª                      | 22       | 5        | 0        | —         | —         | —         | —                 | —                 | —                 | 22        | 5         | 0         | 0.22            |
| Total U.D. Salamanca | Total U.D. Salamanca     | Total U.D. Salamanca     | 22       | 5        | 0        | —         | —         | —         | —                 | —                 | —                 | 22        | 5         | 0         | 0.22            |
| C. A. Osasuna | 2007-08                  | 1.ª                      | 33       | 3        | 4        | —         | —         | —         | —                 | —                 | —                 | 33        | 3         | 4         | 0.1             |
| Total C.A. Osasuna | Total C.A. Osasuna       | Total C.A. Osasuna       | 33       | 3        | 4        | —         | —         | —         | —                 | —                 | —                 | 33        | 3         | 4         | 0.09            |
| Arsenal F. C. | 2008-09                  | 1.ª                      | 14       | 1        | 1        | 7         | 5         | 3         | 8                 | 0                 | 0                 | 29        | 6         | 4         | 0.21            |
| Arsenal F. C. | 2009-10                  | 1.ª                      | 11       | 1        | 0        | 4         | 1         | 3         | 5                 | 0                 | 0                 | 20        | 2         | 3         | 0.10            |
| Arsenal F. C. | 2010-11                  | 1.ª                      | 4        | 1        | 0        | 5         | 0         | 1         | 4                 | 2                 | 0                 | 13        | 3         | 1         | 0.23            |
| Total Arsenal F. C. | Total Arsenal F. C.      | Total Arsenal F. C.      | 29       | 3        | 1        | 16        | 6         | 7         | 17                | 2                 | 0                 | 62        | 11        | 8         | 0.18            |
| West Bromwich F. C. | 2010-11                  | 1.ª                      | 8        | 2        | 1        | —         | —         | —         | —                 | —                 | —                 | 8         | 2         | 1         | 0.25            |
| Total West Bromwich F.C. | Total West Bromwich F.C. | Total West Bromwich F.C. | 8        | 2        | 1        | —         | —         | —         | —                 | —                 | —                 | 8         | 2         | 1         | 0.25            |
| Real Sociedad | 2011-12                  | 1.ª                      | 35       | 12       | 7        | 2         | 0         | 0         | —                 | —                 | —                 | 37        | 12        | 7         | 0.32            |
| Real Sociedad | 2012-13                  | 1.ª                      | 35       | 14       | 11       | 2         | 0         | 0         | —                 | —                 | —                 | 37        | 14        | 11        | 0.38            |
| Real Sociedad | 2013-14                  | 1.ª                      | 37       | 16       | 12       | 7         | 2         | 0         | 8                 | 3                 | 1                 | 52        | 21        | 13        | 0.40            |
| Real Sociedad | 2014-15                  | 1.ª                      | 29       | 9        | 3        | 1         | 1         | 1         | 2                 | 0                 | 0                 | 32        | 10        | 4         | 0.31            |
| Real Sociedad | 2015-16                  | 1.ª                      | 35       | 5        | 4        | 1         | 0         | 0         | —                 | —                 | —                 | 36        | 5         | 4         | 0.14            |
| Real Sociedad | 2016-17                  | 1.ª                      | 35       | 9        | 3        | 4         | 1         | 0         | —                 | —                 | —                 | 39        | 10        | 3         | 0.26            |
| Real Sociedad | 2017-18                  | 1.ª                      | 13       | 1        | 1        | 2         | 0         | 0         | 2                 | 0                 | 0                 | 17        | 1         | 1         | 0.06            |
| Total Real Sociedad | Total Real Sociedad      | Total Real Sociedad      | 219      | 66       | 41       | 19        | 4         | 1         | 12                | 3                 | 1                 | 250       | 73        | 43        | 0.29            |
| Los Angeles F. C. | 2018                     | 1.ª                      | 29       | 14       | 11       | 2         | 1         | 0         | —                 | —                 | —                 | 31        | 15        | 11        | 0.48            |
| Los Angeles F. C. | 2019                     | 1.ª                      | 33       | 36       | 11       | 3         | 2         | 1         | —                 | —                 | —                 | 36        | 38        | 12        | 1.06            |
| Los Angeles F. C. | 2020                     | 1.ª                      | 8        | 4        | 2        | —         | —         | —         | 5                 | 5                 | 0                 | 13        | 9         | 2         | 0.69            |
| Los Angeles F. C. | 2021                     | 1.ª                      | 20       | 5        | 5        | —         | —         | —         | —                 | —                 | —                 | 20        | 5         | 5         | 0.25            |
| Los Angeles F. C. | 2022                     | 1.ª                      | 35       | 12       | 12       | 3         | 0         | 1         | —                 | —                 | —                 | 38        | 12        | 13        | 0.32            |
| Los Angeles F. C. | 2023                     | 1.ª                      | 39       | 9        | 8        | —         | —         | —         | 9                 | 5                 | 3                 | 48        | 14        | 11        | 0.29            |
| Total Los Angeles F. C. | Total Los Angeles F. C.  | Total Los Angeles F. C.  | 164      | 80       | 49       | 8         | 3         | 2         | 14                | 10                | 3                 | 186       | 93        | 54        | 0.50            |
| Total carrera | Total carrera            | Total carrera            | 467      | 159      | 96       | 43        | 13        | 10        | 43                | 15                | 4                 | 561       | 188       | 110       | 0.33            |
| (1) Resaltados los goles que le proclamaron máximo goleador del campeonato (2019-Act.). (2) Incluye datos de Copa del Rey (2006-17) / F. A. Cup, F. League Cup (2008-11) / U. S. Open Cup, partidos de play-off del campeonato. (3) Incluye datos de UEFA Champions League (2008-2014), UEFA Europa League (2014-17), CONCACAF Champions League (2020-2023) y Leagues Cup (2023). (4) No incluye datos de partidos amistosos. |                          |                          |          |          |          |           |           |           |                   |                   |                   |           |           |           |                 |

### Selección
Actualizado al último partido jugado el 2 de julio de 2018.
| Selección | Año           | Eliminatorias(5) | Eliminatorias(5) | Eliminatorias(5) | Continental(6) | Continental(6) | Continental(6) | Mundial(7) | Mundial(7) | Mundial(7) | Confederaciones | Confederaciones | Confederaciones | Amistosos | Amistosos | Amistosos | Total | Total | Total  | Media goleadora |
| Selección | Año           | Part.            | Goles            | Asist.           | Part.          | Goles          | Asist.         | Part.      | Goles      | Asist.     | Part.           | Goles           | Asist.          | Part.     | Goles     | Asist.    | Part. | Goles | Asist. | Media goleadora |
| --- | ------------- | ---------------- | ---------------- | ---------------- | -------------- | -------------- | -------------- | ---------- | ---------- | ---------- | --------------- | --------------- | --------------- | --------- | --------- | --------- | ----- | ----- | ------ | --------------- |
| Sub-17 · México | 2005          | —                | —                | —                | 3              | 0              | 0              | 5          | 5          | 0          | —               | —               | —               | —         | —         | —         | 8     | 5     | 0      | 0.63            |
| Sub-17 · México | Total         | 0                | 0                | 0                | 3              | 0              | 0              | 5          | 5          | 0          | 0               | 0               | 0               | 0         | 0         | 0         | 8     | 5     | 0      | 0.63            |
| Sub-20 · México | 2007          | —                | —                | —                | 3              | 0              | 0              | 5          | 0          | 0          | —               | —               | —               | —         | —         | —         | 8     | 0     | 0      | 0               |
| Sub-20 · México | Total         | 0                | 0                | 0                | 3              | 0              | 0              | 5          | 0          | 0          | 0               | 0               | 0               | 0         | 0         | 0         | 8     | 0     | 0      | 0               |
| Absoluta · México | 2007          | —                | —                | —                | —              | —              | —              | —          | —          | —          | —               | —               | —               | 2         | 1         | 0         | 2     | 1     | 0      | 0.50            |
| Absoluta · México | 2008          | 8                | 2                | 1                | —              | —              | —              | —          | —          | —          | —               | —               | —               | 3         | 1         | 0         | 11    | 3     | 1      | 0.27            |
| Absoluta · México | 2009          | 4                | 1                | 2                | 3              | 1              | 1              | —          | —          | —          | —               | —               | —               | 2         | 1         | 0         | 9     | 3     | 3      | 0.33            |
| Absoluta · México | 2010          | —                | —                | —                | —              | —              | —              | 2          | 0          | 0          | —               | —               | —               | 9         | 2         | 0         | 11    | 2     | 0      | 0.18            |
| Absoluta · México | 2011          | —                | —                | —                | —              | —              | —              | —          | —          | —          | —               | —               | —               | 2         | 0         | 0         | 2     | 0     | 0      | 0               |
| Absoluta · México | 2014          | —                | —                | —                | —              | —              | —              | —          | —          | —          | —               | —               | —               | 2         | 2         | 0         | 2     | 2     | 0      | 1.00            |
| Absoluta · México | 2015          | 1                | 1                | 0                | 5              | 2              | 1              | —          | —          | —          | —               | —               | —               | 5         | 1         | 0         | 11    | 4     | 1      | 0.36            |
| Absoluta · México | 2016          | 1                | 0                | 0                | —              | —              | —              | —          | —          | —          | —               | —               | —               | —         | —         | —         | 1     | 0     | 0      | 0               |
| Absoluta · México | 2017          | 8                | 2                | 2                | 0              | 0              | 0              | —          | —          | —          | 3               | 0               | 1               | 4         | 1         | 0         | 15    | 3     | 3      | 0.20            |
| Absoluta · México | 2018          | —                | —                | —                | —              | —              | —              | 4          | 1          | 0          | —               | —               | —               | 4         | 0         | 1         | 8     | 1     | 1      | 0.13            |
| Absoluta · México | Total         | 22               | 6                | 5                | 8              | 3              | 2              | 6          | 1          | 0          | 3               | 0               | 1               | 33        | 9         | 1         | 72    | 19    | 9      | 0.26            |
| Total carrera | Total carrera | 22               | 6                | 5                | 14             | 3              | 2              | 14         | 6          | 0          | 3               | 0               | 1               | 33        | 9         | 1         | 88    | 25    | 9      | 0.28            |
| (5) Incluye datos de Clasificación a la Copa Mundial (2008-Act.) (6) Incluye datos de Campeonato Sub-17 de la Concacaf (2005); Campeonato Sub-20 de la Concacaf (2007); Copa Oro (2009, 2015) (7) Incluye datos de Copa Mundial de Fútbol Sub-17 (2005); Copa Mundial de Fútbol Sub-20 (2007); Copa Mundial de Fútbol (2010, 2018). |               |                  |                  |                  |                |                |                |            |            |            |                 |                 |                 |           |           |           |       |       |        |                 |

### Tripletes
| Tripletes | Tripletes  | Tripletes                              | Tripletes                 | Tripletes            | Tripletes             | Tripletes | Tripletes                |
| #         | Fecha      | Lugar                                  | Equipo                    | Rival                | Goles                 | Resultado | Competición              |
| --------- | ---------- | -------------------------------------- | ------------------------- | -------------------- | --------------------- | --------- | ------------------------ |
| 1         | 28/07/2008 | Sonnenseestadion, Austria              | Arsenal F.C.              | Burgenland XI        | Gol · Gol · Gol       | 2 - 10    | Amistoso                 |
| 2         | 23/09/2008 | Emirates Stadium, Inglaterra           | Arsenal F.C.              | Sheffield United     | Gol · Gol · Gol       | 6 - 0     | Football League Cup      |
| 3         | 23/11/2013 | Anoeta, San Sebastián                  | Real Sociedad de Fútbol   | Celta de Vigo        | Gol · Gol · Gol · Gol | 4 - 3     | La Liga                  |
| 4         | 28/11/2014 | Anoeta, San Sebastián                  | Real Sociedad de Fútbol   | Elche C. F.          | Gol · Gol · Gol       | 3 - 0     | La Liga                  |
| 5         | 30/03/2019 | Avaya Stadium, San José                | Los Angeles Football Club | San Jose Earthquakes | Gol · Gol · Gol       | 5 - 0     | Major League Soccer 2019 |
| 6         | 06/10/2019 | Banc of California Stadium, California | Los Angeles Football Club | Colorado Rapids      | Gol · Gol · Gol       | 3 - 1     | Major League Soccer 2019 |

### Resumen estadístico
|                            | Partidos | Goles | Asistencias | Goles y Asistencias | Promedio Total |
| -------------------------- | -------- | ----- | ----------- | ------------------- | -------------- |
| Primera División de España | 252      | 69    | 45          | 114                 | 0.45           |
| Segunda División de España | 22       | 5     | 0           | 5                   | 0.22           |
| Premier League             | 37       | 5     | 2           | 7                   | 0.18           |
| Major League Soccer        | 164      | 80    | 49          | 129                 | 0.78           |
| Copas nacionales           | 43       | 13    | 10          | 23                  | 0.53           |
| Copas internacionales      | 43       | 15    | 4           | 19                  | 0.44           |
| Total Clubes               | 561      | 188   | 110         | 298                 | 0.53           |
| Selección México Sub-17    | 8        | 5     | 0           | 5                   | 0.63           |
| Selección México Sub-20    | 8        | 0     | 0           | 0                   | 0              |
| Selección México           | 72       | 19    | 9           | 28                  | 0.38           |
| Total Selección            | 88       | 24    | 9           | 33                  | 0.37           |
| Total                      | 649      | 212   | 119         | 331                 | 0.51           |

## Récords
- Máximo goleador histórico con 93 goles en Los Angeles FC.
- Máximo asistente histórico con 54 asistencias en Los Angeles FC.
- Máximo participante histórico con 188 partidos en Los Angeles FC.
- Jugador con mayor cantidad de goles (36 goles) en una sola temporada de la MLS.[87]
- Jugador con mayor cantidad de contribuciones (50 contribuciones con 36 goles y 14 asistencias) en una sola temporada de la MLS.[87]
- Con un promedio de 1.10, tiene el mejor promedio de gol en una sola temporada de la MLS.[88]
- Máximo jugador mexicano en ganar premios del jugador del mes en La Liga.
- Máximo jugador mexicano en ganar premios del jugador del mes en MLS.
- Tercer máximo asistente mexicano de la historia con 119 asistencias.[89]
- Hasta junio de 2024, poseía el récord de alcanzar las 25 contribuciones en menor tiempo (16 partidos), hasta que fue superado por Lionel Messi con 12 partidos.[90]
- Máximo goleador mexicano en la MLS.[91]
- 4.º máximo goleador mexicano en Europa con 94 goles.[92]
- En la temporada 2013/14 con 137 faltas recibidas, fue el jugador que más faltas recibió en una temporada en toda la historia de La Liga.[93]
- Con 73 goles, es el 17° jugador con más goles en la Real Sociedad y el 3.º dentro de los extranjeros.

## Palmarés

### Campeonatos nacionales
| Título                 | Equipo            | País           | Año  |
| ---------------------- | ----------------- | -------------- | ---- |
| MLS Supporters' Shield | Los Angeles F. C. | Estados Unidos | 2019 |
| MLS Supporters' Shield | Los Angeles F. C. | Estados Unidos | 2022 |
| Conference Cup         | Los Angeles F. C. | Estados Unidos | 2022 |
| MLS Cup                | Los Angeles F. C. | Estados Unidos | 2022 |
| Conference Cup         | Los Angeles F. C. | Estados Unidos | 2023 |
| U.S. Open Cup          | Los Angeles F. C. | Estados Unidos | 2024 |

### Campeonatos internacionales
| Título                  | Equipo              | Sede                    | Año  |
| ----------------------- | ------------------- | ----------------------- | ---- |
| Copa Mundial Sub-17     | México Sub-17       | Perú                    | 2005 |
| Copa Oro de la Concacaf | Selección de México | Estados Unidos          | 2009 |
| Copa Oro de la Concacaf | Selección de México | Canadá y Estados Unidos | 2015 |
| Copa Concacaf           | Selección de México | Estados Unidos          | 2015 |

### Distinciones individuales
| Distinción                                                    | Año  |
| ------------------------------------------------------------- | ---- |
| Bota de Oro de la Copa Mundial Sub-17                         | 2005 |
| Premio Nacional del Deporte                                   | 2005 |
| Jugador del año de la Real Sociedad                           | 2012 |
| Jugador del año de la Real Sociedad                           | 2014 |
| Nominado a Mejor Delantero de La Liga                         | 2014 |
| Entre los 100 Mejores Jugadores del Año según el Diario Marca | 2014 |
| XI Ideal de Americanos en Europa según el Diario Marca        | 2015 |
| MLS All-Star                                                  | 2018 |
| MLS Best XI                                                   | 2018 |
| MLS All-Star                                                  | 2019 |
| MLS Best XI                                                   | 2019 |
| Bota de Oro de la MLS                                         | 2019 |
| Jugador Más Valioso de la MLS                                 | 2019 |
| Nominado al Rey de América                                    | 2019 |
| Entre los 100 Mejores Jugadores del Año según el Diario Marca | 2019 |
| XI Ideal de la Concacaf Champions Cup                         | 2020 |
| MLS All-Star                                                  | 2022 |
| MLS Best XI                                                   | 2022 |
| Premio ESPY al Mejor Jugador de MLS                           | 2022 |
| Nominado al Rey de América                                    | 2022 |
| XI Ideal de la Concacaf Champions Cup                         | 2023 |